# Filmax
Filmax és una companyia productora cinematogràfica espanyola participada en la majoria de la seva capital per Julio Fernández Rodríguez des de 1987.

## Història
La companyia es va crear en 1951 per Alfredo Talarewitz com a distribuïdora dels grans èxits de la cinematografia nord-americana. Des de la llunyana estrena de Moulin Rouge, el clàssic de John Huston, la companyia ha distribuït a Espanya més de 800 llargmetratges. Des de 1955 ençà va col·laborar amb la productora espanyola "Balcázar Producciones Cinematográficas". Actualment, l'empresa constitueix una de les principals organitzacions industrials independents del sector audiovisual espanyol. Està posicionada en la creació, producció, distribució i exhibició de continguts de ficció i animació. Ha desenvolupat un segell cinematogràfic propi de gènere fantàstic, Fantastic Factory, dirigit per Brian Yuzna.
En 1987, Julio Fernández adquireix la marca Filmax, que utilitza comercialment als mercats, en aquells dies nous, del vídeo i la televisió. Rehabilitada com a marca de distribució d'èxits internacionals, inicia la seva evolució com a indústria integral de l'audiovisual.
En 1999, Filmax entra de ple en la producció de continguts audiovisuals des d'Espanya per al món. La creació de Fantastic Factory va tenir gran acolliment en els mercats internacionals, com també van ser ben rebudes les produccions de Filmax Animation i recentment, les de Filmax TV. Ha tingut acords de cooperació amb Paramount, Lauren Films, Lakeshore, Summit, Fintage House, Nu lmage, Annapurna i Freeway.
En 2001, Filmax inaugura el cinema multisala Filmax Granvia amb 15 pantalles en el Centre Comercial Gran Via de l'Hospitalet de Llobregat (Barcelona). Dos anys després, el projecte empresarial de Filmax es consolida amb la incorporació en el seu capital de les institucions ICF (Generalitat de Catalunya), SOGEDASA, XES Galícia (Junta de Galícia), Sepides (Govern d'Espanya), l'entitat financera Abanca (exCaixa Galícia), que al costat dels fons d'inversió Spinnaker i Tirant tots dos administrats pel Grup Financer Riva y García componen l'actual accionariat, mantenint JFR la major part del capital.

## Distribució
- La nòvia de Chucky (1998)
- Goomer (1999)
- El púding màgic (2000)
- Arachnid (2001)
- Dagon, la secta del mar (2001)
- El Cid, la llegenda (2003)
- Pinotxo 3000 (2004)
- Els Dalton contra Lucky Luke (2004)
- Gisaku (2006)
- Pérez, el ratolí dels teus somnis (2006)
- Nocturna, la nit màgica (2007)
- Donkey Xote (2007)
- Pérez, el ratolí dels teus somnis 2 (2008)